# Coccyzus longirostris
Coccyzus longirostris là một loài chim trong họ Cuculidae.